# Gran Premio Massaua-Fossati 1952
Il Gran Premio Massaua-Fossati 1952, terza edizione della corsa, si svolse il 28 giugno 1953 su un percorso di 248,8 km. La vittoria fu appannaggio dell'italiano Giacomo Zampieri, che completò il percorso in 7h06'00", precedendo i connazionali Cesare Olmi e Attilio Lambertini.

## Ordine d'arrivo (Top 10)
| Pos. | Corridore          | Squadra    | Tempo    |
| ---- | ------------------ | ---------- | -------- |
| 1    | Giacomo Zampieri   | Bottecchia | 7h06'00" |
| 2    | Cesare Olmi        | Bottecchia | ?        |
| 3    | Attilio Lambertini | Bartali    | ?        |
| 4    | Luigi Casola       | Atala      | ?        |
| 5    | Giorgio Albani     | Legnano    | ?        |
| 6    | Nedo Logli         | Welter     | ?        |
| 7    | Giuseppe Doni      | Girardengo | ?        |
| 8    | Livio Isotti       | Arbos      | ?        |
| 9    | Rino Benedetti     | Legnano    | ?        |
| 10   | Luciano Frosini    | Nilux      | ?        |